# Antonov An-70
O Antonov An-70 é uma aeronave para transporte de cargas de quatro motores com alcance médio, e a primeira aeronave de grande porte a ser motorizada com motores Propfan. Tem sido desenvolvido pela Antonov, na Rússia para substituir o obsoleto An-12.
O voo de apresentação do primeiro protótipo ocorreu em 16 de Dezembro de 1994 em Kiev, capital da  Ucrânia.

## Design e Desenvolvimento
O trabalho no An-70 teve seu início na União Soviética no começo dos anos 1990. Havia planos de estabelecer uma produção em série do modelo em Kiev e Samara (Rússia), garantindo emprego para cerca de 80.000 pessoas em ambos os países. O governo russo mostrou interesse em comprar 160 aviões para suas forças armadas. Em 2002, a Rússia e a Ucrânia concordaram em dividir em 50% - 50% a produção da aeronave. Houve um breve "flerte" com o governo alemão, de um An-70 "ocidentalizado" proposto para substituir o até então problemático Airbus A400M.
O primeiro protótipo foi perdido em 1995 em uma colisão no ar com um avião que o seguia. O segundo protótipo sofreu danos em 2001 em um pouso de emergência durante testes em baixas temperaturas em Omsk , Rússia, mas foi logo reparado. Logo após o primeiro acidente, as autoridades russas começaram a questionar as habilidades do An-70 e demandaram desenvolvimentos mais acurados.

## Versões
- An-70T
- An-70T-100
- An-7X
- An-77
- An-112KC: um avião proposto para ser uma versão de reabastecedor do An-70, com dois motores a jato para Força Aérea Americana.[5][6] A Força Aérea rejeitou a proposta,[7] e os planos de substituição dos abastecedores foram cancelados.[8][9]
- An-170
- An-188

## Operadores
Ucrânia
- Força Aérea da Ucrânia - 2 encomendas para serem entregues em 2011 e 2012, estão em operação.[10]

 Rússia
- Força Aérea Russa - 60 encomendados. Em 24 de Junho de 2010 o Tenente General Vladimir Shamanov informou que havia solicitado 40 An-70 para seu serviço de acordo com o novo programa de rearmamento para 2011-2020. Então, foi reportado no início de Março de 2011 que a Rússia planejava receber 60 aeronaves do modelo.
- Volga-Dnepr Airlines - cinco aeronaves (planejado).